# Palhinhaea lehmannii
Palhinhaea lehmannii là một loài thực vật có mạch trong Họ Thạch tùng. Loài này được (Hieron.) Holub mô tả khoa học đầu tiên năm 1991.